# Mistrovství světa v rychlobruslení
Mistrovství světa v rychlobruslení jsou pořádána každoročně Mezinárodní bruslařskou unií (ISU) v několika variantách. První světový šampionát v rychlobruslení byl uspořádán v roce 1889 v Amsterdamu, v programu byl pouze trojboj mužů. Od roku 1890 se dodnes závodí ve čtyřboji, přičemž do roku 1892 včetně jsou mistrovství považována za neoficiální, neboť se konala před vznikem ISU. První ženský vícebojařský šampionát byl uspořádán v roce 1933 (neoficiálně), respektive 1936. Od roku 1970 se konají mistrovství světa ve sprinterském čtyřboji mužů i žen, junioři závodí ve čtyřboji od roku 1972 (juniorky od 1973), od roku 1996 jsou pořádána mistrovství světa na jednotlivých tratích. 
Muži
- mistrovství světa v rychlobruslení ve víceboji mužů
- mistrovství světa v rychlobruslení na jednotlivých tratích mužů
- mistrovství světa v rychlobruslení ve sprintu mužů
- mistrovství světa v rychlobruslení juniorů

Ženy
- mistrovství světa v rychlobruslení ve víceboji žen
- mistrovství světa v rychlobruslení na jednotlivých tratích žen
- mistrovství světa v rychlobruslení ve sprintu žen
- mistrovství světa v rychlobruslení juniorek

Od roku 2012 pořádá Mezinárodní federace univerzitního sportu (FISU) akademické mistrovství světa v rychlobruslení.